# Estat d'Hidalgo
Hidalgo, oficialment en castellà: Estado Libre y Soberano de Hidalgo (Estat Lliure i Sobirà d'Hidalgo) és un dels trenta-un estats que, juntament amb el Districte Federal, conformen les trenta-dues entitats federatives de Mèxic. Té vuitanta-quatre municipis, i la seva capital i ciutat més poblada és Pachuca de Soto.
Situat a la zona central de la República, i a la regió centreoriental del país, limita al nord amb l'estat de San Luis Potosí i l'estat de Veracruz, a l'est amb l'estat de Puebla, al sud amb l'estat de Mèxic i l'estat de Tlaxcala i a l'oest amb l'estat de Querétaro. És el 26è estat de la república en superfície, amb un 1,1% del territori nacional.
Segons el darrer cens disponible (INEGI, 2010) l'estat té una població total de 2 665 018 persones; és a dir, el 2,3% del total del país. D'aquests habitants, 1.379.796 són dones i 1.285.222 són homes. La distribució de població és: 52% urbana i 48% rural. Hi ha 546 029 indígenes, un 23,27% de la població total. Els principals pobles indígenes de l'estat són els otomí, nahua i tepehua.
El 16 de gener de 1869, el Congrés de la Unió va emetre el Decret de Creació de l'Estat d'Hidalgo, pel president Benito Juárez, i designà com a capital de l'estat la ciutat de Pachuca a la qual li va ser agregada la denominació «de Soto» en reconeixement de Manuel Fernando Soto, governador de l'Estat de Mèxic originari de la ciutat de Tulancingo i que és considerat el més important impulsor en la creació de l'estat.
Les ciutats més importants de l'estat són: Pachuca de Soto, Tulancingo de Bravo, Tizayuca, Huejutla de Reyes, Ixmiquilpan, Tepeji del Río, Actopan, Tula de Allende, Ciudad Sahagún i Apan.
Quan l'emperador Maximilià d'Habsburg va prendre possessió de la corona de Mèxic, el president Benito Juárez, que no va reconèixer el govern monàrquic de Maximilià, va fugir de la ciutat de Mèxic, i va traslladar la capital del seu govern en rebel·lió a diferents regions. Per això, va dividir l'estat de Mèxic en tres districtes militars: l'actual estat de Mèxic, i els territoris que avui conformen els estats d'Hidalgo i Morelos. Amb el triomf dels republicans sobre les forces conservadores de Maximilià d'Habsburg, el president va considerar necessari separar els districtes militars i conformar-los en estats separats de la federació, per a reduir el gran poder i influència que tenia l'estat de Mèxic. Llavors, el 16 de gener del 1869 es va crear l'estat d'Hidalgo com un estat més de la federació, i va rebre aquest nom en honor del pare de la independència de la pàtria, el sacerdot insurgent, Miguel Hidalgo y Costilla.
L'estat d'Hidalgo té nombrosos recursos forestals, minerals i turístics. Una destinació turística important són les piràmides de Tula, capital de la civilització tolteca i que avui es troba dintre d'un dels tres parcs nacionals de l'estat. Hidalgo està dividit en 84 municipis, i la capital és la ciutat de Pachuca, considerada el bressol del futbol mexicà, així com el bressol del protestantisme, el qual va ser portat pels immigrants anglesos que hi van arribar per a desenvolupar les zones mineres. A l'estat hi ha refineries, fàbriques de ciment i plantes d'energia elèctrica.

## Toponímia

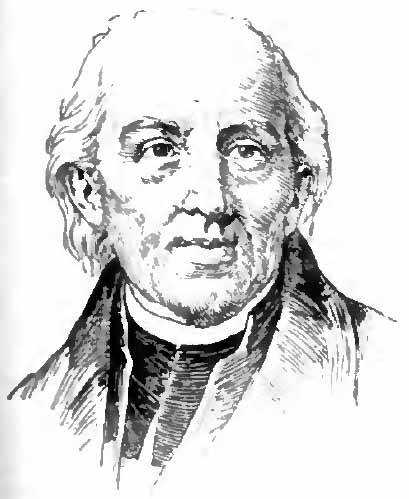
Miguel Hidalgo y Costilla.

L'estat té com a nom oficial: Estado Libre y Soberano de Hidalgo, però és conegut més simplement com a Estat d'Hidalgo o Hidalgo. El nom fou designat el 16 de gener de 1869, quan el Congrés de la Unió va emetre el Decret de Creació de l'estat. El nom d'Hidalgo es trià en honor de qui és considerat pare de la pàtria i iniciador de la independència de Mèxic: Miguel Hidalgo y Costilla. La seva abreviatura oficial és Hgo.